# St. Stanislaus (Jordanów Śląski)

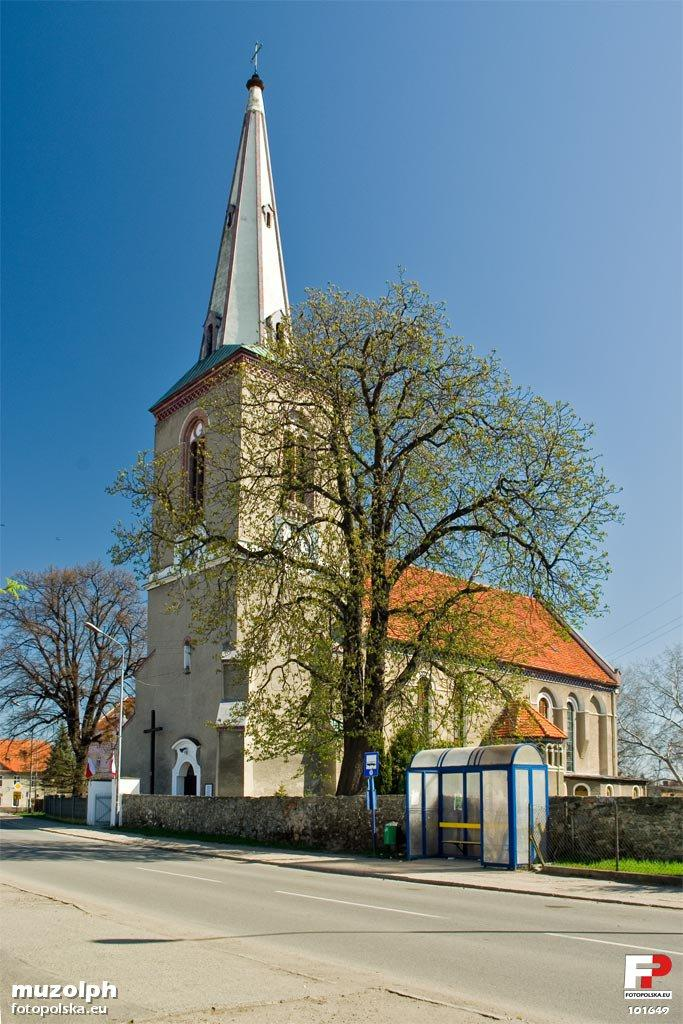
St. Stanislaus in Jordanów Śląski

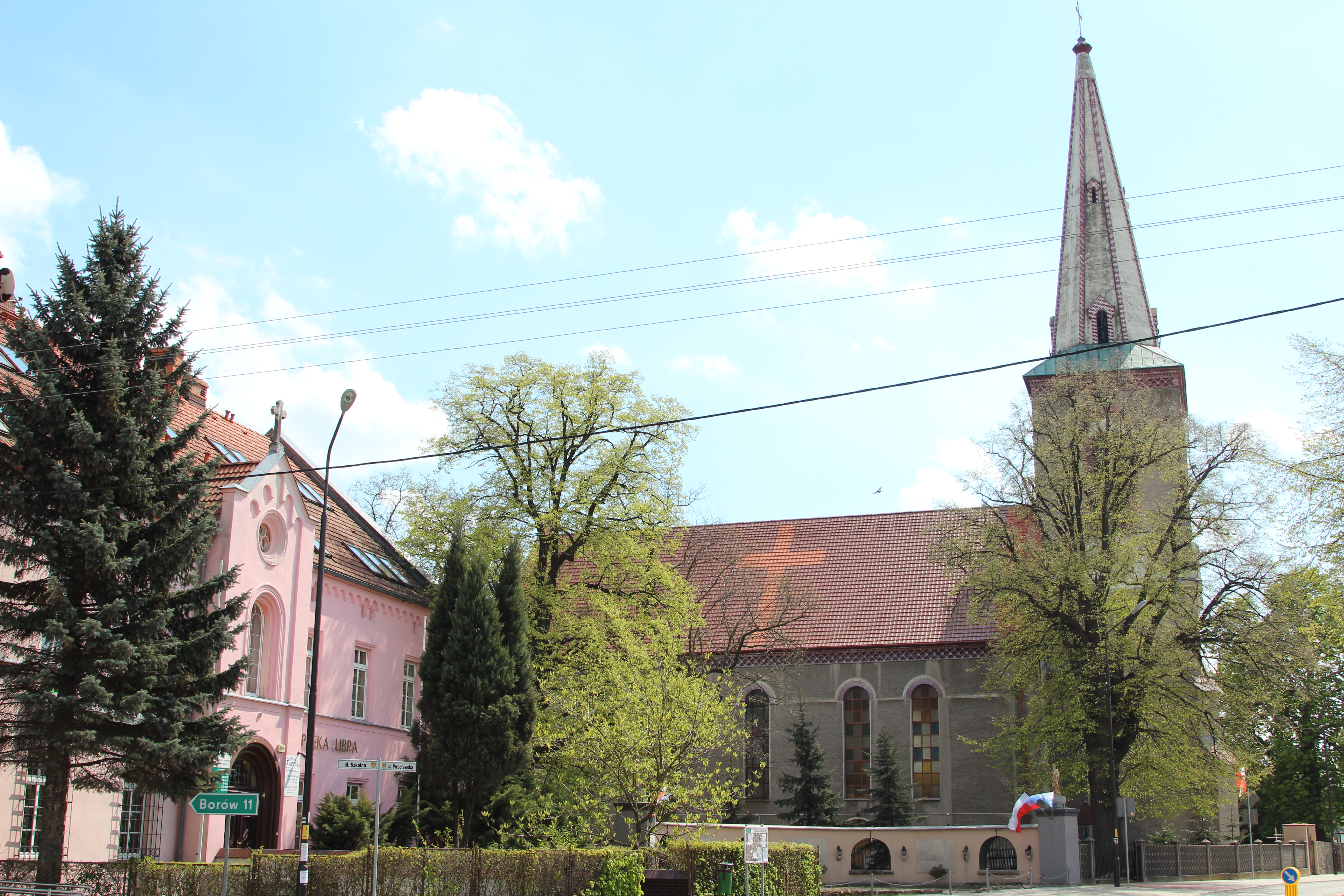
Kirche und links Pfarrhaus

Die Römisch-katholische Pfarrkirche St. Stanislaus von Krakau (polnisch Kościół św. Stanisława Biskupa) in Jordanów Śląski (deutsch Jordansmühl) im Powiat Wrocławski der Woiwodschaft Niederschlesien, geht auf eine Gründung des 13. Jahrhunderts zurück. Seit der Reformation bis 1945 diente sie als evangelisch-lutherische Pfarrkirche. Die nach dem Übergang an Polen infolge des Zweiten Weltkriegs 1946 gegründete katholische Pfarrei gehört zum Dekanat Borów (Markt Bohrau) im Erzbistum Breslau.

## Geschichte
Jordansmühl entstand im 13. Jahrhundert als Straßenangerdorf. Der Ort war bereits vor 1282, im Jahr der Ersterwähnung der Scholtisei, dem Deutschen Recht ausgesetzt. Die Kirche von Jordansmühl, die von jeher den Charakter einer Pfarrkirche besaß, wurde im Register des päpstlichen Nuntius Galhardus 1335/42 erstmals urkundlich als „ecclesia de Jordansmol“ erwähnt. Unter welchem Patrozinium die Kirche in seiner Gründungszeit stand, ist nicht bekannt. Jordansmühl war zunächst dem größeren Teil des Archipresbyterates Nimptsch, mit Sitz eines Erzpriesters in Siegroth unterworfen. Die damaligen Grundherren von Grögersdorf ließen den einfachen Fachwerkbau ausbauen und erweitern. Der unmittelbare Vorgängerbau ging im Wesentlichen auf das 15. bis 16. Jahrhundert zurück. Mit der Einführung der Reformation um 1530 wurde die Kirche evangelisch. Als erster bezeugter evangelischer Pastor diente von 1566 bis 1593 Jakob Prätorius aus Prag, an den noch heute sein Grabstein erinnert. Nach den Wirren des Dreißigjährigen Krieges war Jordansmühl teilweise unbewohnt, mehrere Bauernhöfe standen leer. 1651 zählte die Parochie Jordansmühl 300 erwachsene Gläubige. 1715 erhielt die Kirche einen neuen Turm.
Das Gotteshaus erlangte Anfang des 18. Jahrhunderts als Zufluchtskirche Bedeutung. Da die Kapazität der Kirche nicht mehr ausreichte, musste sie vergrößert werden. 1738 erfolgte auf Kosten des damaligen Lehens- und Patronatsherrn von Jordansmühl Johann Christoph Hermann von Taubadel an der Stelle des gotischen Vorgängerbaues ein massiver Neubau, der 84 Fuß lang, 40 Fuß breit und der Turm 173 Fuß hoch war. 1771 wurde der Turm, der von einer Zwiebelkuppel gekrönt war, renoviert. 1845 oblag das Kirchenpatronat dem Erblandmarschall und Kammerherr Graf von Sandreczky-Sandraschütz. Ende des 19. bis Anfang des 20. Jahrhunderts erhielt das Gotteshaus seine heutige Gestalt im Stil der Neuromanik. Die barocke Turmhaube wurde durch einen Spitzhelm ersetzt. Die Pfarrgemeinde gehörte im 19. und frühen 20. Jahrhundert zum Kirchenkreis Nimptsch der preußischen Kirchenprovinz Schlesien. Bei Kriegsende 1945 wurde die Kirche teilweise zerstört und nach der Vertreibung der deutschen Bevölkerung für den katholischen Gottesdienst verwendet. Sie ist heute eine dem hl. Stanislaus von Krakau geweihte römisch-katholische Pfarrkirche.

## Beschreibung

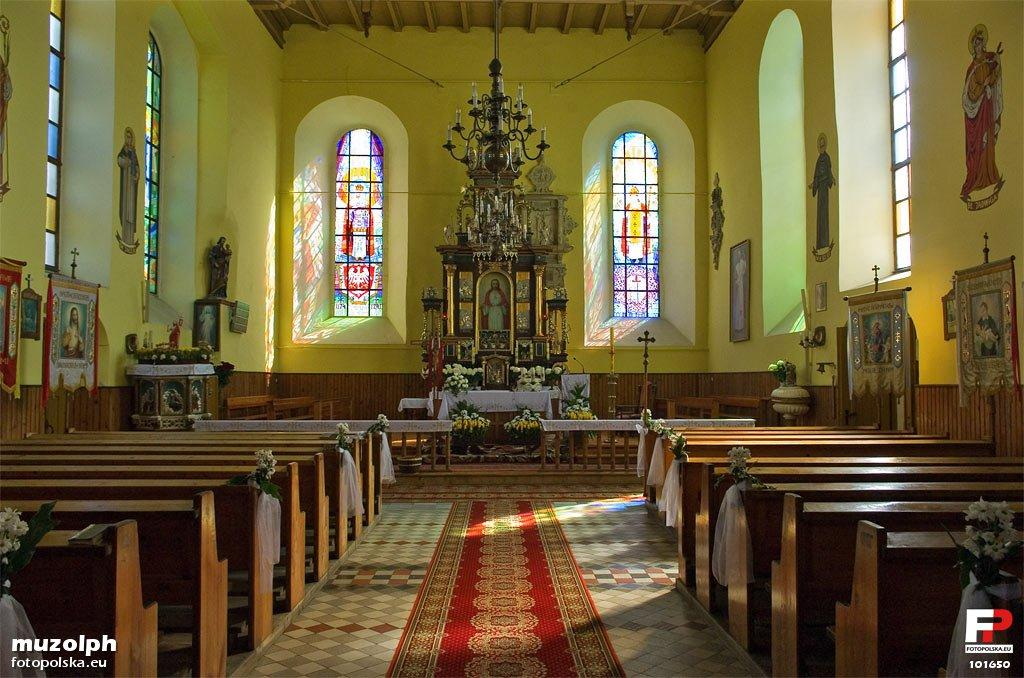
Innenraum

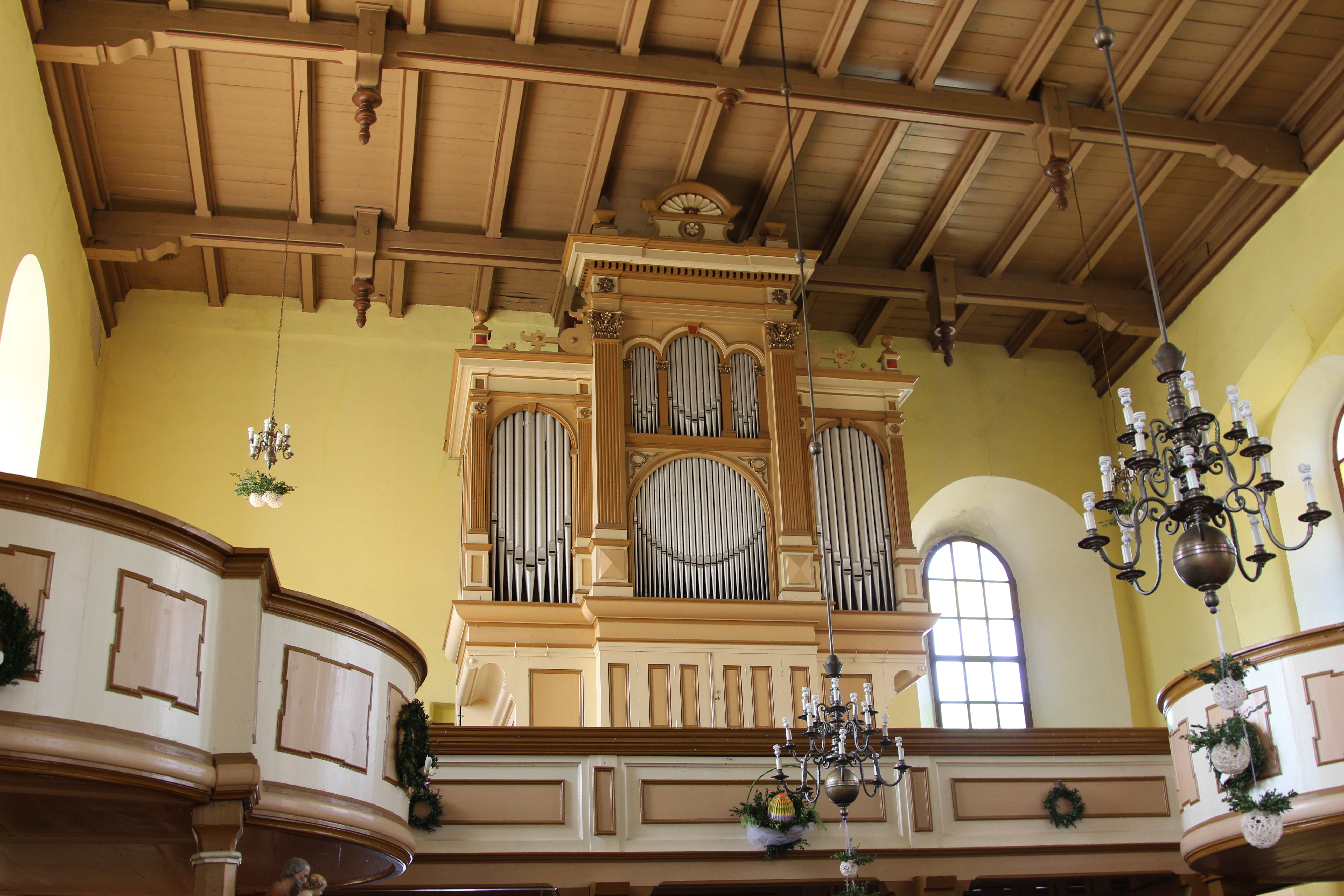
Empore mit Orgel

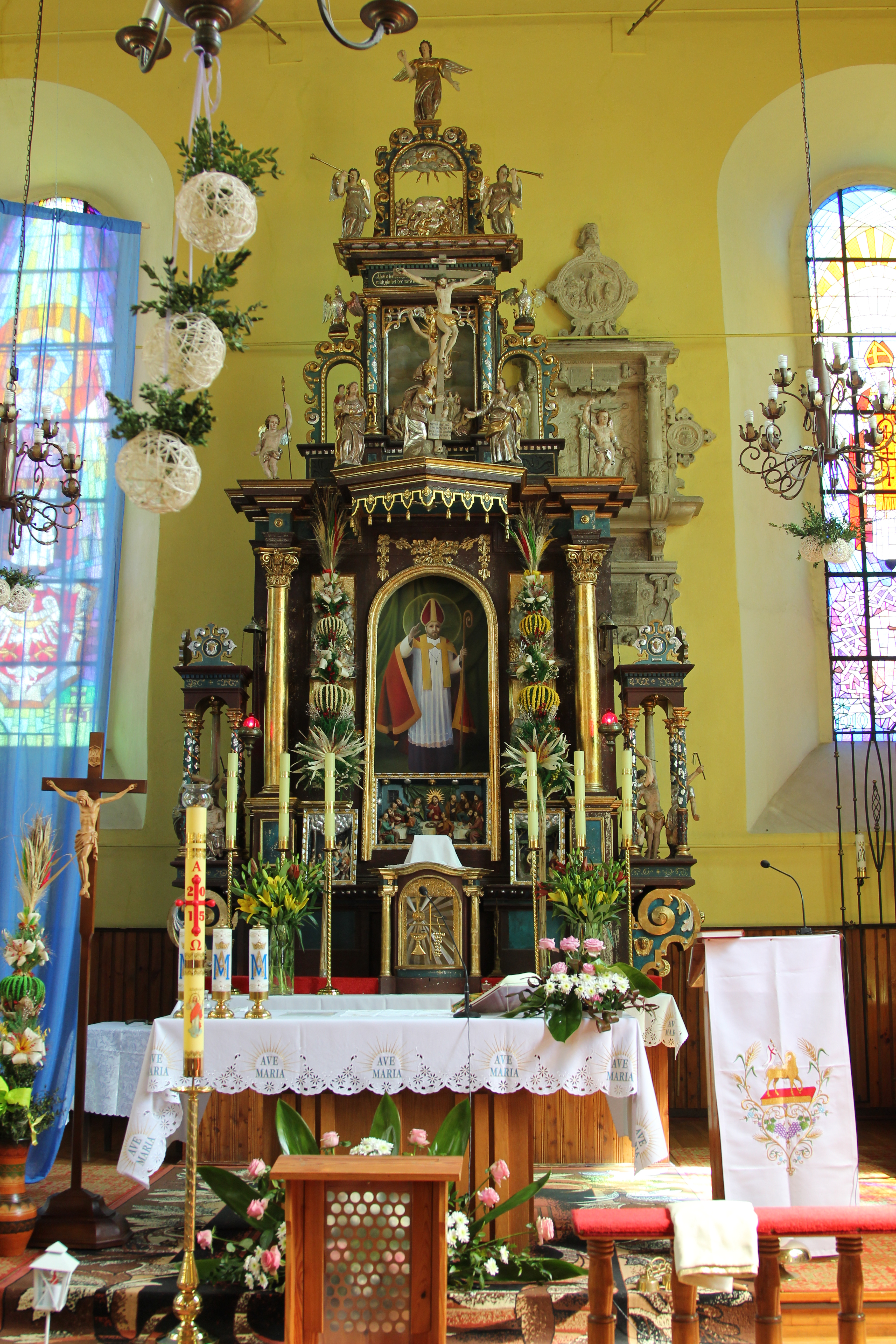
Renaissancealtar

Der Innenraum beherbergt einen wertvollen Renaissancealtar von 1620 mit folgender Inschrift im oberen Teil: „Jesus spricht: Ich bin die Auferstehung und das Leben. Wer an mich glaubet wird leben, ob er gleich sterbet.“ (Joh. 11, 25), ein Kanzel-Korpus von 1609, ein barockes Taufbecken und eine Heiligenskulptur aus dem 18. Jahrhundert. Den Orgelprospekt stellte 1887 die Firma Schlag & Söhne aus Schweidnitz her. Die Kirche wird von einem alten Friedhof mit Umfassungsmauer umgeben. Neben der Kirche befindet sich das ehemalige neuromanische Pfarrhaus aus der zweiten Hälfte des 19. Jahrhunderts. Das Gebäude diente nach 1945 zeitweise als Schule.

### Grabsteine
- Hans Gregersdorf auf Jordansmühl († 1533)[7]
- Anna Gregersdorf geb. Seidlitz († 1555)
- Eva Gregersdorf geb. Senitz († 1564)
- Hans Gregersdorf der Ältere († 1584)
- Niclas von Gregersdorf († 1584)
- Sohn des Caspar Gregersdorf († 1588)
- Jacob Präterorius, Pfarrer († 1593)
- Bastian von Gregersdorf und Ehefrau  († 1595/96)
- Friedrich von Gregersdorf, Pastor († 1605)
- Sara von Gregersdorf, geb. Schmoltz († 16...)
- Barbara von Litwitz und Großelling, geb. von Gregersdorf († 1612)
- Magnus Grantz von Axleben und Ehefrau († 1612)
- Hans von Gregersdorf auf Jordansmühl († 1624)

## Geläut
Im Kirchturm hing eine 98 cm große Glocke mit der Inschrift: „O Rex Glorie Veni Nobis Cum Pace. Dicor Cantatrix Tempestaten Fugatrix“.

## Parochie
Zur ehemaligen evangelischen Parochie waren im 19. Jahrhundert gepfarrt: Jordansmühl, Bischkowitz, Dankwitz, Dürr-Hartau, Jeseritz, Mlietsch, Poppelwitz, gastweise Gleinitz, Johnsdorf und Kanigen.